# Memtest86
MemTest86 a Memtest86+ je softwarový nástroj (utilita) pro stresové testování operační paměti v počítači architektury x86 (tj. IBM PC kompatibilních), který nevyžaduje ke své činnosti operační systém. Je zaveden do paměti při startu počítače (nabootován) a pomocí zápisu různých sekvencí na různé adresy operační paměti a následné kontroly obsahu těchto adres jsou odhalovány případné hardwarové chyby v RAM paměti v případech, kdy by docházelo k nežádoucím interakcím mezi jednotlivými bity nebo adresami v paměti.

## Vývoj
MemTest86 naprogramoval Chris Brady v roce 1994 v jazyce C a v jazyce symbolických adres. Jeho zavaděč byl odvozen z kódu linuxového jádra verze 1.2.1, a proto byly zveřejněny jeho zdrojové kódy pod licencí GPL. Poté, co MemTest86 zůstal po dva roky ve verzi 3.0 (verze z roku 2002), vytvořil Samuel Demeulemeester fork s názvem Memtest86+, ve kterém přidal podporu pro nové mikroprocesory a čipsety. Zatímco MemTest86 je komerční software (placený), je MemTest86+ software s otevřeným kódem (zdarma). Od prosince 2013 podporoval UEFI zavaděč pouze MemTest86 (od verze 5.0), což se změnilo v říjnu 2022, kdy byla podpora pro UEFI začleněna i do programu MemTest86+ (od verze 6.0).